# Григорий (Воинов)
Архимандри́т Григо́рий (в миру Ива́н Ива́нович Во́инов, при рождении Борзецо́вский; 17 июля 1832, Москва — 1 августа 1896, Москва) — архимандрит Русской православной церкви, архимандрит Спасо-Андроникова монастыря, благочинный монастырей города Москвы, духовный писатель

 и педагог.

## Биография
Родился 17 июля 1832 года в Москве в семье протоиерея Иоанна Борзецовского, служившего в церкви во имя мученика Иоанна Воина на Калужской улице, что в Замоскворечье.
В 1840 году поступил в Донское духовное училище, по окончании которого в 1846 году поступил в Московскую духовную семинарию, по окончании которой в 1854 году поступил в Московскую духовную академию.
3 марта 1857 года был пострижен в монашество, 10 марта того же года рукоположён митрополитом Московским Филаретом (Дроздовым) в сан диакона, а 20 июля 1858 года — в сан иерея. В том же году окончил Московскую духовную академию со степенью магистра богословия.
По окончании духовной академии 19 августа 1858 года назначен преподавателем Вифанской духовной семинарии, преподавал Священное Писание, герменевтику и греческий язык в высшем и среднем отделениях.
10 февраля 1859 года получил учёную степень магистра богословия. 5 марта назначен помощником инспектора семинарии и членом правления семинарии.
8 января 1860 года назначен инспектором и профессором богословия Вологодской духовной семинарии. Преподавал нравственное, пастырское, обличительное богословие и гомилетику. Состоял членом историко-статистического комитета для описания Вологодской епархии.
12 февраля 1862 года назначен инспектором и профессором Священного Писания и греческого языка Вифанской духовной семинарии.
16 октября 1863 года переведён инспектором в Московскую духовную семинарию.
6 августа 1864 года возведён в сан архимандрита.
По состоянию здоровья был уволен от духовно-училищной службы и 22 мая 1867 года стал настоятелем Иоанно-Златоустовского монастыря в Москве. По рекомендации митрополита Московского Филарета (Дроздова) в том же году был назначен членом Московской духовной консистории.
13 июля 1873 года переведён настоятелем в Высоко-Петровский монастырь.
В 1882 году переведён настоятелем в Спасо-Андроников монастырь с назначением благочинным московских монастырей и Покровской общины сестёр милосердия, в каковой должности оставался почти до последних дней своей жизни.
Им был выпущен целый ряд статей, помещённых в «Душеполезном чтении», а затем были составлены исторические описания Златоустовского и Высоко-Петровского монастырей. За эти труды он был избран в действительные члены Императорского Общества истории и древностей Российских и состоял почётным членом Общества любителей духовного просвещения.
Скончался 1 августа 1896 года после тяжёлой продолжительной болезни. По завещанию был похоронен в склепе с северо-западной стороны Знаменской церкви Андроникова монастыря.

## Публикации
- «Преп. Иоанн Кассиан». // «Душеполезное чтение». 1862, февр.
- «Архимандрит Митрофан, настоятель Московского Богоявленского монастыря» // «Душеполезное чтение». 1868, окт.
- Архимандрит Мельхиседек, настоятель Воскресенского Новоиерусалимского монастыря. М., 1869;
- Игум. Евгения (Мещерская). М., 1869;
- Иером. Самуил, строитель Коломенского Бобренево-Голутвина монастыря. М., 1869;
- Коломенского Старо-Голутвина монастыря игум. Назарий. М., 1870;
- «Историческое описание Московского Златоустовского монастыря» М., 1871, 1914;
- Историческое описание Московского Высокопетровского монастыря. М., 1873;
- Списки настоятелей Московского Высокопетровского монастыря и его же надгробные памятники. М., 1874;
- Древние и др. замечательные предметы в Моск. Высокопетровском мон-ре. М., 1875;
- О домовых церквах Московской епархии. М., 1877;
- «Слова. Собрание поучений и речей». М., 1879;
- «Слова и речи». М., 1882, изд. 3, M., 1889
- Прот. И. М. Борзецовский. М., 1885;
- «Из бумаг Московского митрополита Филарета». М., 1885.
- Московского Спасо-Андрониева монастыря иером. Серафим. М., 1886;
- На память о высокопреосвященном митр. Московском Макарии. М., 1888;
- Сборник для любителей духовного чтения. М., 1889—1890. 4 части: 1, 2, 3, 4;
- Первоначальник и основатель Белобережской пуст. схим. Симон. М., 1890;
- «Список настоятелей Московского Спасо-Андрониева второклассного монастыря и судьбы их с приложением относящихся к ним документов». 2-е изд. М., 1891. 76 с.
- Списки настоятелей Моск. Спасо-Андрониева 2-кл. монастыря: С прил. относящихся к ним док-тов. М., 1892;
- «Из моих воспоминаний, мое поступление в Московскую дух. академию и монашество». М., 1892. 1893. («Душеполезное чтение». 1892. № 1).
- Из моих воспоминаний. М., 1892—1893. 4 вып.;
- Высокопреосв. Августин, архиеп. Московский и Коломенский. М., 1895.
- «Письма и резолюции Филарета, митрополита Московского» («Душеполезное Чтение», 1896, кн. 10 и 11).